# Яган, Иван (футболист)
Иван Яган (арм. Իվան Յագան; род. 11 октября 1989, Брюссель) — бельгийский и армянский футболист, нападающий клуба «Тинен». Выступал за сборную Армении.

## Биография

### Клубная карьера
Профессиональную карьеру начал в клубе «Уайт Стар Волюве» из третьей лиге Бельгии. Летом 2010 года подписал контракт с клубом высшей лиги «Локерен». Дебютировал в чемпионате Бельгии 13 ноября 2010 года в матче против клуба «Сент-Трюйден», в котором вышел на замену на 76-й минуте вместо Бенжамина Мокулу. Однако этот матч остался единственным в составе «Локерена». Летом 2011 года игрок был отдан в аренду в клуб второго дивизиона «Шарлеруа». По окончании аренды покинул «Локерен» и следующие несколько лет выступал за ряд клубов второго дивизиона.
Летом 2018 года вернулся в высшую лигу, подписав контракт с клубом «Эйпен».
В 2020 году подписал контракт с финским клубом «Мариехамн», сыграв там всего 4 матча.

### Карьера в сборной
В мае 2018 года впервые был вызван в сборную Армении на матчи Лиги наций с командами Мальты и Молдавии. 29 мая дебютировал за сборную, выйдя в стартовом составе на матч против Мальты и отметился забитым голом на 13-й минуте с передачи Генриха Мхитаряна.

## Семья
Младший брат — Бен Яган (род. 1995), также футболист.